# 西三条駅
西三条駅（にしさんじょうえき）は、愛知県中島郡起町（現・一宮市）三条にあった、名古屋鉄道起線（軌道=路面電車）の電車停留所（廃駅）である。

## 歴史
- 1924年（大正13年）2月1日 開業。[1][2]
- 1944年（昭和19年） 休止。[1][2]
- 1946年（昭和21年）8月15日 復活 [1][2]
- 1953年（昭和28年）6月1日 乗客増加により、電車の運行を休止してバス代行輸送に変更。当駅は営業休止となる。[1][2]
- 1954年（昭和29年）6月1日 起線が正式に廃止されたことにより廃駅。[1][2]

## その他
- 駅は現在の名鉄バス尾西公園前バス停付近。

## 隣の駅
名古屋鉄道
起線
尾張三条駅 - 西三条駅 - 新三条駅